# Wang Xu
Wang Xu (Pekín, República Popular China, 27 de septiembre de 1985) es una deportista china especialista en lucha libre olímpica donde llegó a ser campeona olímpica en Atenas 2004.

## Carrera deportiva
En los Juegos Olímpicos de 2004 celebrados en Atenas ganó la medalla de oro en lucha libre olímpica de pesos de hasta 72 kg, por delante de la luchadora rusa Guzel Manyurova (plata) y la japonesa Kyoko Hamaguchi (bronce).